# Eobrontosaure
L'eobrontosaure (Eobrontosaurus) és un gènere de dinosaure sauròpode que va viure al Juràssic superior al que avui en dia és Nord-amèrica. Estava estretament emparentat amb l'apatosaure.
L'espècie tipus, E. yahnahpin, fou descrita per Filla i Redman l'any 1994 com una espècie d'apatosaure (A. yahnahpin), però una revisió duta a terme per Bakker l'any 1998 va concloure que era un sauròpode més primitiu, d'aquesta manera Bakker li donà el nom genèric d'Eobrontosaure.